# Мата (Приморская Шаранта)
Мата́ (фр. Matha) — коммуна во Франции, находится в регионе Пуату — Шаранта. Департамент коммуны — Приморская Шаранта. Входит в состав кантона Мата. Округ коммуны — Сен-Жан-д’Анжели.
Код INSEE коммуны — 17224.

## Население
Население коммуны на 2010 год составляло 2166 человек.
| 1962 | 1968 | 1975 | 1982 | 1990 | 1999 | 2010 |
| ---- | ---- | ---- | ---- | ---- | ---- | ---- |
| 2148 | 2141 | 2252 | 2300 | 2183 | 2091 | 2166 |